# مدل مارش
مدل مارش، دراسةٌ للحياة الريفية (بالإنجليزية: Middlemarch, A Study of Provincial Life)، رواية كتبتها الكاتبة الإنكليزية جورج إليوت (ماري آن إيفانس)، ونشرت الرواية بثمانية مجلدات في عامي 1871 و1872. تدور أحداث هذه الرواية في مدينة مدلاندز الخيالية منذ عام 1829 وحتى عام 1832، وتتعقب الرواية سلسلة من الحكايات البارزة للعديد من الشخصيات. من ضمن القضايا التي تتبعها الرواية، مكانة المرأة وطبيعة الزواج والمذهب المثالي والمصلحة الذاتية والديانة والنفاق والتربية والتعليم والإصلاح السياسي.. استُخدمت الواقعية في هذه الرواية لتشمل الأحداث التاريخية إضافة إلى استخدام الفكاهة، وهذه الأحداث هي قانون الإصلاح عام 1832، وشبكة السكك الحديدية لنقل البضائع، وارتقاء الملك وليام الرابع للعرش. كذلك أظهرت استخدام الطب المعاصر والبحث في وجهات النظر الرجعية في مجتمع مستقر يواجه تغيرًا غير مرغوب به. بدأت إليوت كتابة الجزئين اللذين سيكونان الشكل النهائي للرواية في 1869 – 1870 وأتمّتهما عام 1871. كانت الانتقادات في البداية متفاوتة ولكن بعد أن انتشرت بشكل واسع أصبح ينظر لها على أنها أفضل أعمالها وإحدى الروايات العظيمة في اللغة الإنكليزية.

## معلومات عامة حول الرواية

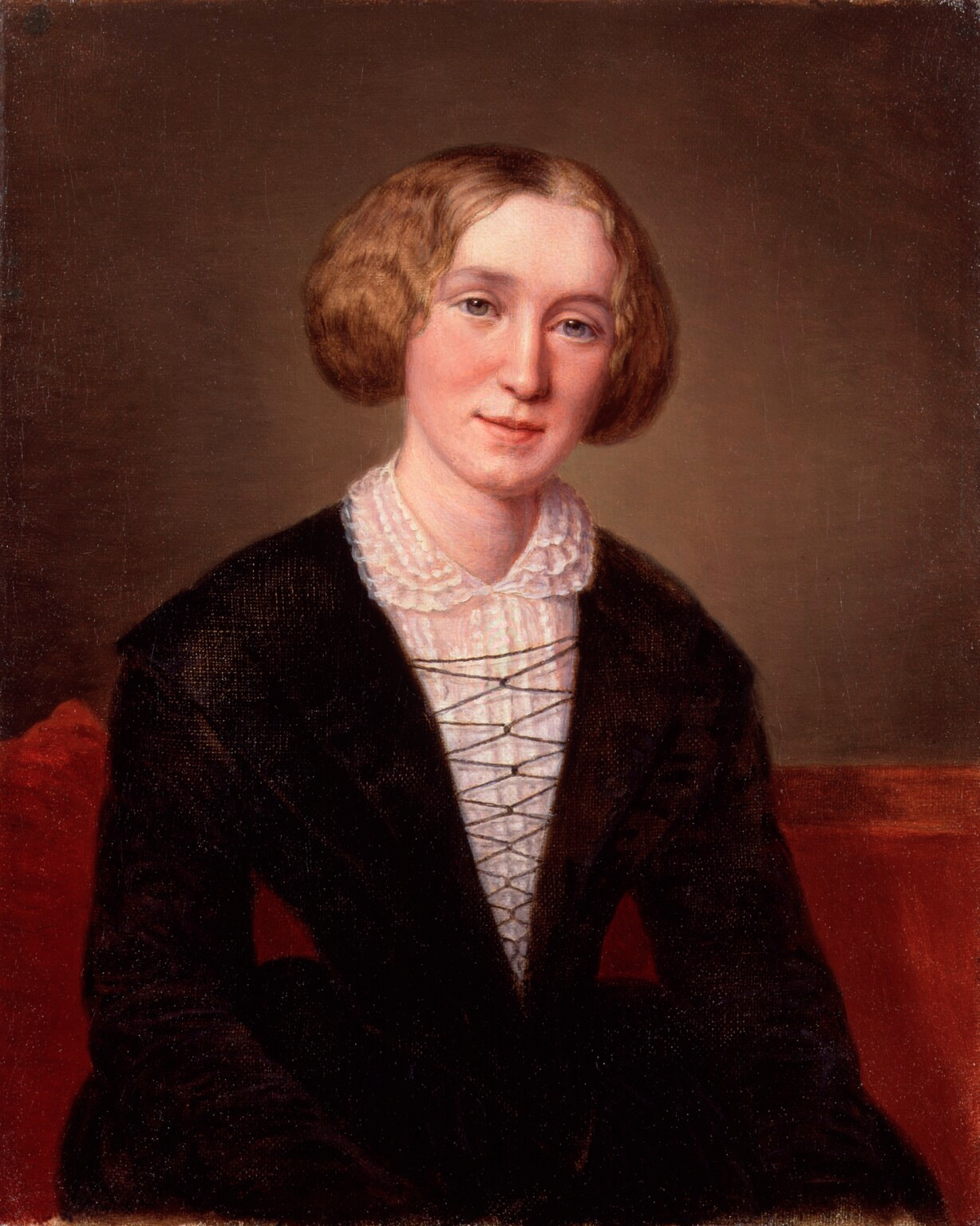
جورج إليوت

تبدأ الرواية بجزئين غير مكتملين، عملت إليوت عليهما خلال عامي 1869 و1870: رواية (مدل مارش) والتي تسلط الضوء على شخصية (لايدكيت) والحكاية الثانية وهي الأطول (الآنسة بروك) والتي تركز على شخصية دوروثيا. وقد أشير في صحيفتها إلى الجزء الأول من الرواية في الأول من شهر يناير في عام 1869 بكونه أحد الأعمال المنتظرة للسنة القادمة. حيث بدأت كتابتها في شهر أغسطس ولكنها توقفت في الأشهر التالية بسبب شعورها بعدم الثقة بما تكتبه. إضافة إلى انشغالها وإرباكها الذي حصل بسبب مرض ثورني، ابن جورج هنري لويس، الذي كان يموت بمرض السل. (كانت إليوت تعيش مع لويس منذ عام 1854 في زواج مفتوح)، (يسمح الزواج المفتوح بإقامة علاقات خارج الزواج). وفيما بعد توقفت إليوت عن كتابتها للرواية عند موت ثورني في التاسع عشر من أكتوبر في سنة 1869، ولم يكن من المعلوم في هذا الوقت إن كانت إليوت ستعود لإحياء روايتها من جديد في موعد لاحق.
في ديسمبر، عادت إليوت إلى الكتابة، لتبدأ برواية جديدة كانت تفكر في موضوعها منذ بداية كتاباتها، وبحلول نهاية الشهر كانت قد أكملت مئة صفحة من هذه القصة والتي أسمتها (الآنسة بروك). وكانت قد دمجت مواضيع من قصة (مدل مارش) مع القصة التي كانت تعمل عليها (الآنسة بروك) في وقت غير معروف بالتحديد، واستمرت في عملها في شهر مارس في عام 1871. ومن ضمن أعمالها في التأليف، عملت على تجميع مفكرة وترجمتها إلى ثماني لغات مختلفة، وحوت المئات من الاقتباسات الأدبية والتي تضمنت مقتطفات من الشعراء والمؤرخين والكتاب المسرحين والفلاسفة والنقاد.
بحلول مايو عام 1871، قلقت إليوت بسبب امتداد الرواية بشكل متزايد، حيث تخوفت من تجاوزها لأكثر من ثلاثة مجلدات وهو الحد المسموح به كي تنشر الرواية. وفي الواقع، تضاعفت المشكلة بسبب عدم بيع آخر رواية لإليوت فِيليكس هولت (1866) كما كان متوقعًا، إذ تزامن نشرها مع مشروع قانون ما قبل الإصلاح في إنجلترا. اقترح لويس على الناشر جون بلاكوود، كونه وكيل إليوت الأدبي، والذي كان قد خسر الكثير حسب حقوق النشر لتلك الرواية الإنجليزية، اقترح أن تنشر الرواية في ثمانية أجزاء كل شهرين، واستعار هذه الفكرة من رواية البؤساء للكاتب فكتور هوغو. وكان هذا حلًا بديلًا عن النشر الشهري كما حدث لروايات أطول مثل ديفيد كوبرفيلد وفانيتي فير، إضافة إلى كونه حلاً لتجنب اعتراض إليوت على تقسيم روايتها إلى أجزاء قصيرة. وفيما بعد، وافق بلاكوود على المجازفة ومع ذلك صرح: «ستكون هناك العديد من الشكاوى برغبة القراء بأن تكون الرواية متواصلة لتكون ممتعة أكثر»، وذلك لأن كل مجلد مستقل عن الآخر. نُشرت المجلدات الثمانية كما هو مخطط له عام 1872، ودُفعت الأقساط الثلاث الأخيرة بشكل شهري.
بعد وفاة وليام ميكبيس ثاكيري وتشارلز ديكنز، صُنفت إليوت على أنها أعظم روائية إنجليزية على قيد الحياة. وقد تزامن ذلك مع النشر النهائي لروايتها.

## الحبكة
تركز رواية مدل مارش على حياة السكان في بلدة ميدلاندز الخيالية، وتبدأ الأحداث من عام 1829 فصاعدًا، إلى السنوات التي سبقت قانون الإصلاح العام في عام 1832. وتتغير القصة باعتبار أنها تتكون من ثلاث أو أربع حبكات تركز على: حياة دوروثيا بروك والحياة المهنية لترتيوس ليدجايت وتودد فريد فينشي لماري غارث، إضافة إلى فضيحة نيكولاس بولسترود. ويدور أهم موضوعين حول دوروثيا وليدجايت. تحدث كل الحبكات في وقت واحد، أما بالنسبة للموضوع المتعلق بولسترود فيتركز في الفصول الأخيرة.
تعيش دوروثيا بروك اليتيمة ذات التسعة عشر عامًا مع أختها سيليا تحت وصاية عمها السيد بروك. وكونها امرأة متدينة جدًا، فمن ضمن هواياتها المساهمة في تجديد الأبنية التابعة للفلاحين المستأجرين على الرغم من عدم تشجيع عمها. يتودد السيد جيمس شتام لدوروثيا، وهو شاب قريب لعمرها ولكنها لم تعره اهتمامًا إذ كانت معجبة بالقس إدوارد كازوبون ذو الـ 45 عامًا، والذي عرض عليها الزواج ووافقت على الرغم من عدم ارتياح أختها له. يتشجع شتام ليهتم بسيليا، التي كانت تهتم لأمره أيضًا.
أكبر أولاد عمدة بلدة مدل مارش هما فريد وروزموند فينشي. لم يكملا دراستهما الجامعية. يُعرف فريد بكونه فاشلًا ويعتدي على الآخرين، ورغمًا عن ذلك يسمح له والده بالذهاب إلى الشاطئ وذلك لكونه الوريث المفترض لعمه السيد فيذرستون الذي ليس لديه أولاد، ولكن مع أنه ثري، إلا انه معروف بكونه رجلًا بغيضًا. يرعى فيذرستون ابنة أخته ماري غارث، ويأخذها معه كمرافقة في الحفلات، وبالرغم من كونها فتاة عادية إلا أن فريد يحبها ويطلب الزواج منها.
خلال شهر العسل في روما، يحصل أول خلاف بين دوروثيا وكازابوان وذلك بعد أن تكتشف أنه لا يريد أن يتشارك معها أنشطته الفكرية ولم يكن لديه اهتمام بنشر كتاب ملاحظاتها الذي يحوي أفكارًا عديدة، والذي كان سبباً رئيسيا لزواجها به. وفيما بعد تلتقي بابن عم كازابوان الذي يدعم دوروثيا ماديًا لتنشر كتاب الملاحظات. ويبدأ بعدها بالانجذاب إليها، بالرغم من كون دوروثيا لا تزال متغافلة عنه ولكن يصبحا فيما بعد مقربين من بعضهما.
يصبح فريد غارقاً في ديونه ويجدَ نفسه غير قادر على تسديد الأموال. وبعد أن يطلب من السيد غارث وهووالد ماري أن يوقّع معه لتسديد لديون، يخبرهم أنه مضطر إلى التخلي عن العقد الذي بينهم وكنتيجة لتصرفه تفقد السيدة غارث كل مدخراتها التي تمثلت بدخل لمدة أربع سنوات لتغطية تعليم ابنها الأصغر إضافة إلى كل مدخرات ماري.
فيما بعد، يتعرض فريد لوعكة صحية ويعالجه طبيب جديد في بلدة مدل مارش. وتكون لدى هذا الطبيب الذي يدعى ليدغيت فكرة جديدة عن الدواء والأدوات الصحية والتطهير، ويعتقد أنه يجب أن يستخدم الأطباء وصفة دواء منفصلة ولكن في نفس الوقت لا يعطون الدواء للمريض بأنفسهم، وذلك لتجنب غضب وانتقاد العديد من الناس في البلدة. كذلك، تحالف مع بولسترود، الرجل الثري ومالك الأرض والملتزم بالذهاب إلى الكنيسة إضافة إلى كونه متعهدًا، وذلك لأنه أراد بناء مشفى وعيادة تتبع الفكرة التي طرحها ليدغيت، على الرغم من أن صديق ليدغيت لم يكن واثقًا من بولستراد. وخلال هذا الوقت يتعرّف ليدغيت على روزاموند فينشي وهي فتاة جميلة ومتعلمة، إضافة لكونها سطحية وممتعة. ولوجود تكافؤ، تقرر الزواج بليدغيت كونه ينحدر من عائلة ثرية، إذ تستغل مرض فريد لتتقرب منه. وفي نفس الوقت ينظر ليدغيت إلى هذه العلاقة على أنها مجرد إعجاب وغير حقيقية ينسحب منها بعد أن يكتشفَ أن البلدة بأكملها تعتبرهما مرتبطين عملياً. ولكن بعد رؤيته لها في المرة الأخيرة يتراجع عن قراره عن التخلي عنها وتتم خطبتهما فعليًا.
في نفس الوقت تقريبًا، يعود كازابون من روما وهو يعاني من نوبة قلبية. ويستدعي ليدغيت ليهتم به وليخبر دوروثيا أن طبيعة مرضه وعلاجه صعب وليعلمها أنه من الممكن أن يعيش لمدة 15 عامًا في حال توقف عن دراسته وأخذ قسطًا من الراحة، ومن الممكن أن يتطور مرضه ويسبب موته بشكل مفاجئ. وبينما يشفى فريد، يمرض السيد فيذرستون. وقبل موته يبوح لماري بأنه قد كتب وصيتين ويطلب مساعدتها في إتلاف واحدة. ولكنها لا ترغب في فعل ذلك وترفض، ويموت فيذرستون وتبقى الوصيتان سليمتين. كان فيذرستون قد خطط لإعطاء 10000 جنيه إسترليني لفريد فينشي، ولكن بدلا من ذلك تذهب ثروته كلها لابن غير شرعي وهو جوشوا ريغ.
في أثناء حالته الصحية السيئة، يحاول أن يأخذ وعداً من دوروثيا وهو أنها عند موته (ستتجنب أن تفعل كل ما كان لا يحبه، وأن تفعل كل ما كان يريده). ولكنه يتوفى قبل أن تستطيع الرد على طلبه منها. وفيما بعد، تعلم عن شرط موجود في الوصية وهو أنه في حال تزوجت من لاديسلو لا يمكنها الحصول على الميراث. وتدرك أن تصرف كازاوبون الغريب سيؤدي إلى الشك من قبل الجميع بأن دوروثيا ولاديسلو عاشقان، وسيخلق ارتباكًا بين الاثنين. يحب  فلاديسلو دوروثيا فعلا ولكن سراً ويحتفظ بالأمر لنفسه، فليس لديه القدرة على إدخالها في فضيحة أو حرمانها من الميراث. وخلال هذا الوقت، تكون هي الأخرى مدركة لأنها تحبه ولكنها تضطر إلى أن تكبت هذا الحب. وتبقى في مدل مارج تعمل محررة في الجريدة لدى السيد بروك، والذي بدوره يعمل على حملته لترشيح نفسه لمنصب في البرلمان على منصة الإصلاح.
تسبب محاولات ليدغيت في إسعاد روزاموند له دينًا كبيرًا ويضطر إلى طلب المساعدة من بولستراد. ويبدأ بدعمه جزئيًا في ديونه وذلك لأنه صديق مقرب من كامدن فاربرذر وهو شخص ذكي جدًا. وفي هذه الأثناء، ينصدم فريد فينشي بكونه مسؤولاً عن كل الانتكاسات المالية التي تعرض لها كايلب غارث ويضطر إلى تغير حياته. ويبدأ بتدريب في العمل بالأرض تحت إشراف كايلب وهو شخص عطوف ومتعاون. وفيما بعد يطلب من فاربرذر أن يوصل قضيته هذه إلى ماري غارث، والذي كان هو الآخر (فاربرذر) مغرماً بها. يضحي فاربرذر بحبه لها ويوصِل قضية فريد لها، حيث يدرك أنها مغرمة بفريد وتنتظره ليستقر ويجد مكاناً في هذا العالم ليعيشا به.

## الترجمة
صدرت ترجمتها الكاملة ضمن مشروع «كلمة» للترجمة التابع لهيئة أبوظبي للثقافة والتراث.

## انظر ايضاً
- أفضل 100 كتاب في كل العصور

## وصلات خارجية
- مدل مارش على موقع الموسوعة البريطانية (الإنجليزية)

- Manuscript of Middlemarch نسخة محفوظة 2 أبريل 2015 على موقع واي باك مشين. at the المكتبة البريطانية
- Middlemarch نسخة محفوظة 24 مايو 2015 على موقع واي باك مشين. on the British Library's Discovering Literature website
- Middlemarch at جود ريدز
- Middlemarch at ليبري فوكس (audiobook)
- Middlemarch at مشروع غوتنبرغ
- Middlemarch at Victorian Web
- "Middlemarch, a study of provincial life" (ط. first). ج. 1 {{استشهاد بدورية محكمة}}: الاستشهاد بدورية محكمة يطلب |دورية محكمة= (مساعدة)صيانة الاستشهاد: postscript (link)، "Middlemarch". ج. 2 {{استشهاد بدورية محكمة}}: الاستشهاد بدورية محكمة يطلب |دورية محكمة= (مساعدة)صيانة الاستشهاد: postscript (link)، "Middlemarch". ج. 3 {{استشهاد بدورية محكمة}}: الاستشهاد بدورية محكمة يطلب |دورية محكمة= (مساعدة)صيانة الاستشهاد: postscript (link)، "Middlemarch". ج. 4 {{استشهاد بدورية محكمة}}: الاستشهاد بدورية محكمة يطلب |دورية محكمة= (مساعدة)صيانة الاستشهاد: postscript (link).
- Middlemarch study guide and teacher resources at Shmoop